# Doosan Infracore

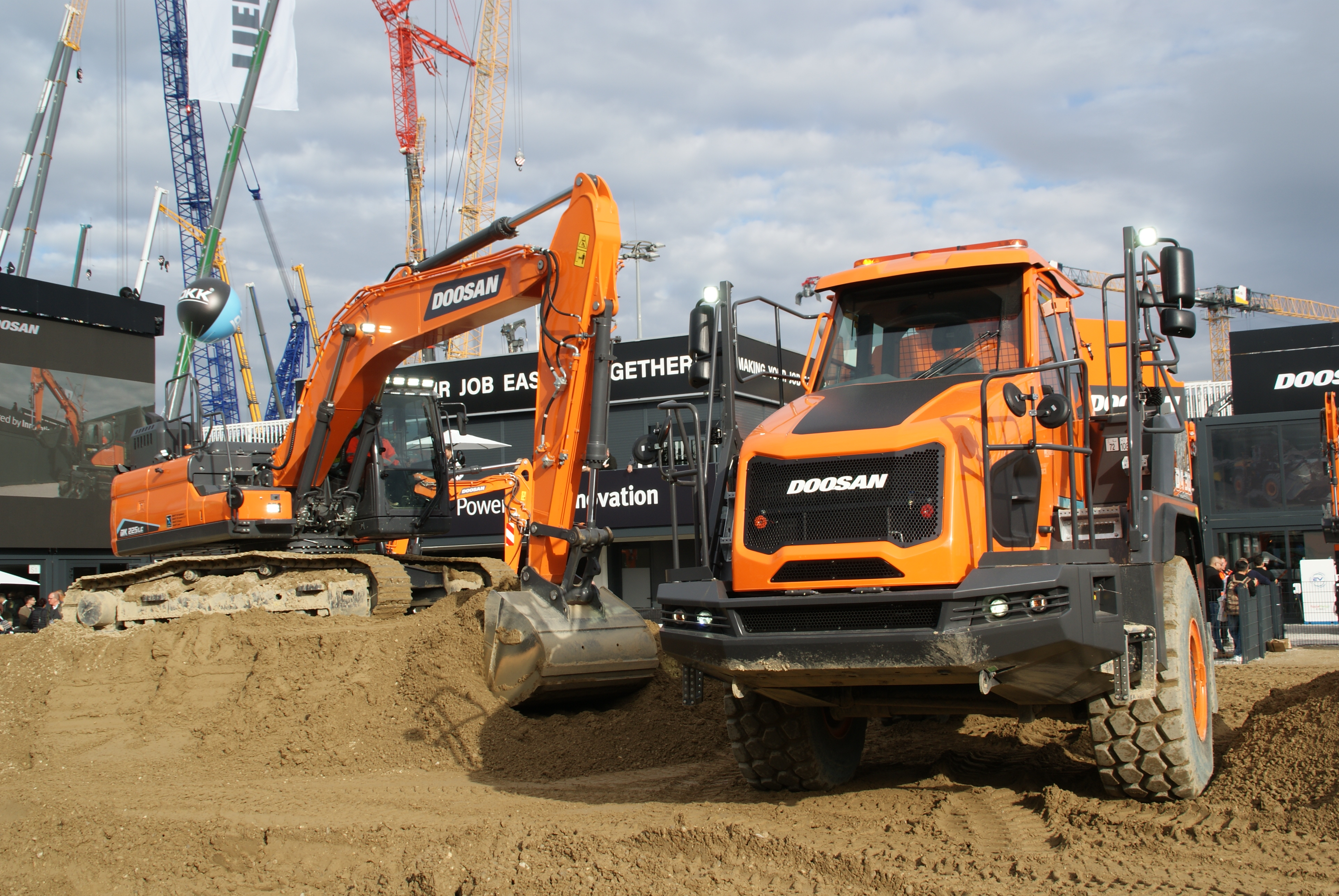
Doosan machines op een beurs

Doosan Infracore was een Zuid-Koreaanse fabrikant van graafmachines, shovels en kiepwagens. Doosan was onderdeel van Doosan Group.
De bouwmachinetak van Doosan, Doosan Infracore Construction Equipment, komt voort uit het faillissement van Daewoo in 2000, waarvan de graafmachines tussentijds verkocht werden als Doosan-Daewoo. Doosan nam in 2007 Bobcat en nog enkele andere activiteiten over van Ingersoll-Rand. Deze onderdelen behaalden tezamen in 2006 een omzet van US$ 2,6 miljard.
Doosan Infracore Construction Equipment begon in 1987 met het opbouwen van een wereldwijd productie- en bedrijfsnetwerk. Het is een van 's werelds grootste producenten van bouwmaterieel die wereldwijd worden verkocht. Onder de divisie Infracore Construction Equipment vallen de volgende producten: graafmachines, motoren en Bobcat. Met fabrieken in Korea, China, Amerika, België, Noorwegen, Tsjechië, Frankrijk en Ierland.
In 2018 werden de onderdelen Bobcat, Portable Power en Industrial Vehicles losgekoppeld van Doosan Infracore als Doosan Bobcat. Nadat de Doosan Group in de problemen kwam, werd Doosan Infracore aan Hyundai Heavy Industries verkocht. In 2023 werd een nieuwe merknaam geadopteerd: Develon.